# Messiah (série télévisée)
Pour les articles homonymes, voir Messiah (homonymie).
Ne doit pas être confondu avec Messiah (série télévisée, 2020).
Messiah est une série télévisée britannique en 10 épisodes de 180 minutes créée d'après le roman éponyme de Boris Starling et diffusée entre le 26 mai 2001 et le 21 janvier 2008 sur BBC One.
En France, la série est diffusée sur 13ème rue et Canal+.

## Synopsis
Cette série met en scène les enquêtes de Red Metcalfe et de son équipe sur des meurtres particulièrement horribles.

## Distribution
- Ken Stott (VF : Gérard Rinaldi) : Redfern « Red » Metcalfe
- Neil Dudgeon (VF : Érik Colin) : Duncan Warren
- Frances Grey (VF : Magali Barney) : Kate Beauchamp
- Michelle Forbes : Susan Metcalfe
- Marc Warren (VF : Vincent Ropion) : DCI Joseph Walker
- Kieran O'Brien (VF : Arnaud Arbessier) : Eric Metcalfe
- Jamie Draven (VF : Denis Laustriat) : Jez Clifton
- Art Malik (VF : Patrice Dozier) : Chef Emerson
- Alun Armstrong (VF : Jean-Marie Boyer) : Charlie Macintyre
- Simon Lenagan (VF : Olivier Destrez) : Finnegan
- Helen McCrory (VF : Clara Borras) : Dr Rachel Price
- Marsha Thomason (VF : Delphine Braillon) : Mel Palmer

## Épisodes
1. Messiah : Réssurection (Messiah)
2. Messiah 2 : Rédemption (Messiah II: Vengeance Is Mine)
3. Messiah 3 : Révélation (Messiah III: The Promise)
4. Messiah 4 : L'Enfer de Dante (Messiah IV: The Harrowing)
5. Messiah 5 : Le Ravissement (Messiah V: The Rapture)

## Commentaires
Cette série très sombre aux intrigues compliquées met souvent en scène des tueurs en série particulièrement cruels.
Pour les besoins de la série -l'épouse de Red Metcalfe étant sourde- les acteurs Ken Stott et Michelle Forbes ont appris la langue des signes britannique.
L'auteur du roman éponyme, Boris Starling, fait une apparition dans la série et interprète une victime écorchée.
La musique du cinquième épisode, Messiah V : Le Ravissement a été spécialement composée par Srdjan Kurpjel et Marios Takoushis. De plus, celle utilisée pour promouvoir l'épisode est Lullaby par Tom Waits.